# Stories of Lost Souls
Stories of Lost Souls ist ein Filmkompilation (oder im entferntesten Sinne ein Episodenfilm) unabhängig voneinander produzierter Kurzfilme zu verschiedenen Themen aus dem Jahr 2004. Stories of Lost Souls wird in zwei Fassungen vertrieben, zu denen insgesamt acht Kurzfilme gehören:
- Bangers (1999)
- A Whole New Day (1999)
- The Same (2001)
- New Years Eve (2002)
- Sniper 470 (2002)
- Standing Room Only (2004)
- Euston Road (2004)
- Supermarket (2004)

Auf dem internationalen Markt wird Stories of Lost Souls ohne die beiden Kurzfilme Supermarket und The Same vertrieben. Die Fassung für den deutschen Markt beinhaltet diese beiden Kurzfilme, lässt aber Sniper 470 vermissen.
Der offizielle Trailer zeigt Szenen aus allen acht Kurzfilmen.
Sämtliche Kurzfilme wurden bereits vorher, ebenfalls unabhängig voneinander, über verschiedene Medien veröffentlicht (Festival, Fernsehen, Internet).

## Handlung

### The Same
Regie und Drehbuch: Mark Palansky
Ein kleinwüchsiger Mann (Jason Acuña) ist verliebt in seine Nachbarin (Jacqui Maxwell). Aufgrund seiner Körpergröße erscheint es ihm jedoch unmöglich, auf die größere Frau attraktiv zu wirken. Aus diesem Grund überwältigt er einen seiner Nachbarn (Josh Hartnett), den er außerdem subjektiv als Widersacher ausmacht. Durch einen operativen Eingriff überträgt er die Beine seines Nachbarn auf sich selbst und fühlt sich nun den Ansprüchen der angebeteten Nachbarin „gewachsen“. Als diese jedoch erahnt, auf welche Weise der kleine Mann zu seinen langen Beinen gekommen ist, scheint sie erst schockiert. Während der kleinwüchsige Mann an den Folgen der Operation in Ohnmacht zu fallen droht, offenbart sie ihm ihre körperliche Schwäche, die der des kleinen Mannes überraschend ähnlich ist: Ihre beiden Beine wurden amputiert, sodass sie Prothesen nutzen muss.

### Euston Road
Drehbuch: Tristram Pye, Regie: Toa Stappard
Der Betrüger Y (Paul Bettany) trifft in einer Hotellobby auf X (Charlie Condou). Y bietet ihm den Inhalt seiner Taschen, darunter der Schlüssel zu einem Sportwagen, wenn es X mit weniger als sieben Fragen gelingt herauszubekommen, was der Grund für den kürzlich entstandenen finanziellen Ruin von Y sei. Es gelingt X nicht, diesen Grund herauszubekommen. Als Y vorgibt auf die Toilette zu gehen, nutzt X die Gelegenheit, um vor dem Hotel nach dem Auto zu schauen. Kurz darauf sucht er Y auf der Toilette, welcher jedoch die Toilette schon verlassen haben muss. Stattdessen findet er ein kleines, silbernes Model Auto, das aus einem Monopoly Spiel zu stammen scheint. Beunruhigt eilt er zurück zu seinem Platz in der Lobby und muss feststellen, dass er von Y bestohlen wurde.

### Standing Room Only
Drehbuch und Regie: Deborra-Lee Furness
Vor einem Geschäft für die Konzertkarten eines beliebten Künstlers wartet ein alter Mann (Michael Gambon) auf Einlass. Die Anzahl der Karten ist beschränkt. Zu ihm gesellen sich nach und nach ein weiterer, jüngerer Mann (Hugh Jackman), eine attraktive Frau mit einem Reisekoffer und schließlich ein Pärchen. Eine alte Dame schafft es aufgrund ihrer Gebrechen nicht rechtzeitig, eine günstige Position in der Schlange zu erhalten und muss feststellen, dass für sie keine Karte übrigbleibt.
Direkt nach dem Konzert treffen sich die Menschen und ihre jeweilige Begleitungen auf der Straße wieder. Um den Abend festzuhalten, lassen sie sich von einem der Künstler, der in diesem Augenblick den Auftrittsort verlässt, fotografieren. Erstaunt stellt die Gruppe fest, dass es sich bei dem Künstler offensichtlich um die alte Dame handelt, der es eben noch beim Kartenkauf nicht mehr gelang, ein Ticket zu erstehen.

### New Year’s Eve
Drehbuch und Regie: Col Spector
Die beiden Freunde Matt (Amit Lahav) und David (Stephen Mangan) sind auf dem Weg zu einer Silvesterparty, die von der „Freundin der Freundin ihres Freundes“ gegeben wird. Sie beschließen den Fahrer ihres Taxis, Paul (Philip Herbert), als Gast mit auf die Feier zu nehmen, wovon der Freund der beiden, Michael (Bohdan Poraj), und die Gäste – eine etwas gehobene Gesellschaft – jedoch nicht sonderlich begeistert sind. Die Gesellschaft lässt keinen Zweifel daran aufkommen, dass sie den „einfachen“ Taxifahrer in ihrer Mitte nicht duldet. Auf der Party trifft David die 15-jährige Leah (Keira Knightley), die allerdings vorgibt bereits 17 Jahre alt zu sein. Davids Freund Matt nimmt Kontakt zu der leicht depressiven Hannah (Naomi Allisstone) auf. David lässt sich unterdessen weiter auf den Flirt mit Leah ein und wird dafür von seinem Freund gerügt, weil es sich um die Nichte der Gastgeberin Jane (Valerie Farr) handelt. David muss schließlich die Party verlassen, während sein Freund Matt und der Taxifahrer noch auf der Feier verbleiben.
Die Dinnerparty war später Grundlage für einige Szenen in Col Spectors Film Someone Else.
Während der Taxifahrt zu Beginn des Kurzfilms ist aus dem Autoradio das klassische Stück Der Ritt der Walküren von Richard Wagner zu vernehmen.

### Supermarket
Drehbuch und Regie: Illeana Douglas
Der Kurzfilm spielt in einem Supermarkt und war Vorlage für die Online-Serie Illeanarama – Supermarket of the Stars. Die Darsteller spielen sich, bis auf die Fans, größtenteils selber. Illeana Douglas, die ihre Hollywoodkarriere aufgegeben hat, arbeitet mit Daryl Hannah in einem Supermarkt. Während Illeana Douglas vom Leiter des Supermarkts weitestgehend rücksichtsvoll behandelt wird, verhält dieser sich gegenüber deren Kollegin Darryl Hannah relativ streng. Nachdem Illeana Douglas von einem Fan an der Kasse entdeckt und angesprochen wird, beginnt sie, neben einer weiteren Kollegin (Sarah Silverman), im Supermarkt zwischen den Regalen Vorführungen zu geben. Sie trifft dabei auf Jeff Goldblum, der sie von da an bei den Vorführungen unterstützt. Der Kurzfilm endet damit, dass sämtliche Protagonisten – Schauspieler, Kunden und der Leiter des Supermarkts – zusammen das Lied Count Your Blessings And Smile von George Formby jr. singen.

### Bangers
Drehbuch und Regie: Andrew Upton
Bangers zeigt die Karrierefrau Julie-Anne (Cate Blanchett), die mit ihrer arbeitslosen Mutter (Lynette Curran) und einem Kater zusammenlebt. Julie-Anne kehrt eines Nachmittags nach Hause zurück und bereitet für das Abendessen Kartoffelbrei mit Würstchen vor. Trotz der ihrer, wie sie selber erklärt, starken Sozialkompetenz geschuldeten Beförderung, zeigt sich bei ihr eine latente sexuelle Unbefriedigung. Auch bei der Zubereitung des Essens misslingen ihr die Würstchen und der mit Mühe gestampfte Kartoffelbrei fällt zu Boden. Die Geschichte endet damit, dass sie den am Boden liegenden Kartoffelbrei um die Würstchen und Ketchup ergänzt und schließlich ihre Mutter über die Fertigstellung des Essens informiert.

### A Whole New Day
Drehbuch und Regie: William Garcia
Vincent (James Gandolfini) wacht auf dem Boden seiner Wohnung aus einem Alkoholrausch auf. Er stellt fest, dass seine Frau Carol (Kathrine Narducci) ihn verlassen und die Wohnung leer geräumt hat und bittet daraufhin seinen Freund Jimmy (Ned Eisenberg) zu ihm zu kommen. Kurz darauf erscheint Angela (Delilah Cotto), die sich als Nachmieterin für die Wohnung interessiert. Der Anblick des aufgebrachten Vincent, dem nicht bewusst war, dass die Wohnung bereits zur Weitervermietung ausgeschrieben ist, schüchtert Angela anfangs sichtlich ein. Als sich beide beruhigen, kommt es dann jedoch zu einem Gespräch zwischen den beiden, bei dem sich Vincent über eine Mauer vor dem Küchenfenster beschwert. Zu Vincents Verwunderung stellt Angela jedoch fest, dass vor dem Fenster keine Mauer sei. Im gleichen Augenblick trifft Jimmy in der Wohnung von Vincent ein und erfährt dort von Carol, dass Vincent sich nicht hier aufhält. Es kommt zu einem lauten Streitgespräch zwischen Jimmy und Carol. Vincent, der sich in einer angrenzenden Wohnung befindet, bekommt von dem Streit mit. Amüsiert kommt er zu der Erkenntnis, dass er sich im Stockwerk geirrt hat.

### Sniper 470
Drehbuch und Regie: Paul Holmes
Auf einem weit von der Erde entfernten Trojaner-Asteroiden hat der Scharfschütze Sniper 470 (Billy Boyd) die Aufgabe, den Bereich vor eindringenden Raumschiffen zu beschützen.

## Kritiken
Die Redaktion von Kino.de schrieb, „die sechs ambitionierten und hochkarätig besetzten Kunstkurzfilme entführen in phantastische Sphären oder reflektieren das Showbusiness“.
Das Lexikon des internationalen Films bezeichnete die Kompilation als eine „interessante Zusammenstellung“ der Filme, die die Situationen des Alltags mit einem „leicht entrückten Blick“ sehen würden. Sie würden „durch ihre Experimentierfreudigkeit“ „beeindrucken“, jedoch „ohne immer gänzlich zu überzeugen“.

## Hintergründe
Stories of Lost Souls wurde zum ersten Mal am 12. November 2004 auf dem American Film Market gezeigt; am 12. Mai 2005 wurde der Episodenfilm auf dem Cannes Film Market vorgestellt. Er wurde in den meisten Ländern – darunter in Japan, in Spanien und im September 2007 in Deutschland – direkt auf DVD veröffentlicht.